# Burg Haselstein (Schweiz)
Die Burg Haselstein steht oberhalb des Dorfes Zillis-Reischen im Kanton Graubünden in der Schweiz. Eigentümerin ist die Gemeinnützige Kulturinstitution für Geschichte und Denkmalpflege «Pro Castellis».

## Geschichte

### 1273: Königskrönung mit Nebenwirkungen
Am 1. Oktober 1273 wurde Rudolf von Habsburg einstimmig zum deutschen König gewählt. Damit endete die mehr als zwanzigjährige kaiserlose Zeit. Aber schon lange bevor die Kunde von der Königswahl zu Frankfurt in die Alpentäler Rätiens drang, wussten hoher und niederer Adel, dass es nun mit der herrenlosen Zeit zu Ende gehe. Also galt es, noch rasch eine Burg zu bauen, bevor dieses alte Königsrecht wieder einen Inhaber erhielt. Das Holz für seine neue Burg schlug Henricus de Rexene, Spross eines bäuerlichen Dienstmannengeschlechtes des Bischofs von Chur, im Frühjahr 1273; dies ist durch Jahrringforschung belegt. Nach der Schneeschmelze baute er mit ein paar Bauleuten in aller Eile eine turmlose Burg über sein Dorf am Hinterrhein als Ersatz für den eng gewordenen Turm jenseits der Vidosschlucht.
Während eines Jahrhunderts war die Burg nun standesgemässer Wohnsitz, kleines Verwaltungszentrum und Mittelpunkt einer eigenen Landwirtschaft. Ihre Herren hatten zwar durch das mehrfach bestätigte Lehen des Bischofs die Führungsrolle innerhalb der kleinen Dorfgemeinschaft, aber sie blieben der Scholle verhaftet, auch wenn sie unterdessen ein eigenes Siegel führten und vom Bischof bei Vertragsabschlüssen in die ehrenvolle Rolle von Zeugen gebeten wurden. Auch bei einem Vertragsabschluss siegelte ein Reischener zusammen mit einem Caramamma für die «Grafschaft» Schams, weil diese kein eigenes Siegel hatte.
In der ersten Hälfte des 14. Jahrhunderts war auch der Waltensburger Meister auf Haselstein zu Gast, der in der Kirche St. Martin in Zillis arbeitete. Er malte einen Raum mit dekorativen Fresken aus, deren Reste 600 Jahre später auf Verputzstücken im Schutt wiedergefunden wurden.
Gegen Ende des Trecento stürzte nach langanhaltenden Regenfällen die fundamentlos auf die Moräne gestellte Westfront des Südpalas zu Tal. Danach wurde die Burg aufgelassen. Die Herren von Reischen bauten sich als Ersatz ein komfortableres festes Haus am Dorfrand. Zurück blieben auf dem Hügel eine gründlich ausgeräumte Halbruine, ein paar Scherben zerbrochener Lavezgeschirre und die Knochenabfälle eines Jahrhunderts. Die für eine Burg dünnwandigen Mauern von 0,8–1,1 Metern Stärke zerfielen in den folgenden Jahrhunderten, die Mauerreste versanken unter Haselstauden und Espen.

### Präsenz und Verschwinden des Namens in den Urkunden
Die Namensformen gehen vom lateinischen der Rexeno oder Rexno über das umgangssprachlich rätoromanische Reschen bis zum deutschen Reyschen:
- 1218: de Rexene
- 1275: ser Henricus filius condam ser Gieccemayri de Rexno.
- 1277: Diermarus antiquus des Rosin, Hainzino Ulricus, Albertus, Henricus, Conradus, Diermarus junior dicti de Rosin.
- 1377: Ulrich und Hans von Reischen, bischöfliche Vasallen
- 1395: Ulrich und Hans von Reischen, bischöfliche Vasallen
- 1419: Hans von Reischen wurde vom Bischof der Zehnten zu Reischen bestätigt.
- 1446 Junker Hans von Reyschen erscheint in einem Vertrag.

Nach dieser Nennung fünf Jahre vor der Schamserfehde von 1451 verschwand das Geschlecht aus der Geschichte. Die Familie teilte das Schicksal vieler churrätischer Ministerialgeschlechter: Sie stieg durch Tüchtigkeit und wachsenden Wohlstand aus der Masse der landwirtschaftlich geprägten Bevölkerung auf, ohne sich ganz von der Scholle zu lösen, ihre Exponenten übernahmen lokale Verwaltungsfunktionen für den Landesherrn und erhielten dafür Ehren und den bescheidenen Reischener Zehnten, der aus Korn, Ziegen und Schafen bestand, die Grossviehwirtschaft also nicht besteuerte. Sie nahmen bei Verhandlungen Funktionen für die ganze Talgemeinschaft ein, blieben aber immer Teil dieser Gemeinschaft, ohne sich über sie zu erheben. Und sie verschwanden wieder, bevor ein Mitglied eine Stellung erreicht hatte, die über die Viamala hinaus ausgestrahlt hätte.

### Zehnten zu Reischen
Am Tage des heiligen Ambrosius (4. April) 1419 wurde in einem Ämterbuch des Bistums die Verleihung oder wohl eher die Bestätigung der Verleihung des Reischener Zehntens an die Familie von Reischen eingetragen:
Bischof Johann verlicht Hanns von Reschen und sinen
bruedern ze rechten lehen:
die drytail des zehenden ze Reschen an korn, an lembern
und an kitzin mit aller zuogehoerd, und darumb hat uns
der obgenante Hanns von sin und siner brueder wegen
von des obgenanten lehens wegen gelobt und zuo den
hailigen gesworen getruiw und gewertig ze sind, und
davon ze tuend alles, dz ain lehenman sinem lehenheren
schuld ist ze tuend und tuen sol an all geverd.
Chur ipso die Sti Ambrosii episcopi, Anno 1419
Daraus wird ersichtlich, welche Erwartungen der Lehensherr an seinen Lehensmann hatte: Einen Treueschwur, der die Gefolgschaft auch im Kriege, den Gehorsam, aber auch das Offenhalten seines Hauses für den Lehensherrn zum Inhalt hatte. Andererseits können wir erkennen, dass der Reischener Zehnten keine Lebensgrundlage war für eine Grossfamilie, sondern eher eine Zugabe zur eigenen landwirtschaftlichen Produktion. Die Burgleute erhielten jedes zehnte Lamm und jedes zehnte Kitzlein, das die Muttermilch nicht mehr brauchte, und dazu bei der Kornernte ihren kleinen Anteil. Die Familie von Reischen betrieb auf ihrem Rodungsland um die beiden Burgen über dem Dorf ihre eigene Landwirtschaft mit allem, was im Zehnten nicht eingeschlossen war: Milchwirtschaft, Imkerei, Hühnerzucht, aber sicher auch Ackerbau. Bei Haselstein ist eine Mistlege im Burghof nachgewiesen, und oberhalb der Burg stecken die Fundamente eines landwirtschaftlichen Gebäudes noch unausgegraben im Boden.

## Baugeschichte Reischen

### Bauplatz und Baugliederung
Haselstein liegt wie Reischen I auf der Randmoräne des Taspingletschers. Während bei Reischen II eine kegelförmige Erhebung der Moräne als sichere Bodenform für den Bauplatz gewählt wurde, war es bei Haselstein nur ein Absatz in der abfallenden Silhouette der Moräne. Der bergseitige Halsgraben ist eine künstliche Bodenform, hier wurden Sand und Steine für den Bau entnommen. Haselstein zeigt eine im Entstehungsjahr 1273 sehr moderne Bauform für eine Burg im alpinen Raum, ihre Gliederung versucht, das Leben auf der Burg komfortabler und einfacher zu machen, ohne zu viel Sicherheit dafür preiszugeben. Ein zweigeteilter Palasbau auf der sichereren und freundlicheren Talseite enthielt die Wohnräume. Ostwärts bestand ein grosser, offener Hof, der in der Südostecke der Burg kleinräumige Stallungen enthielt. Ein Nebengebäude im Burghof scheint ebenfalls Wohnzwecken gedient zu haben.
Die Zeichnung Rahns zeugt von der grossen räumlichen Vorstellungkraft Rahns: Das Vogelschaubild, das er nach seiner Feldaufnahme einer Grundrissskizze wohl nach der Rückkehr am Arbeitstisch anfertigte, weist nur geringe Irrtümer auf. So vermutet er zu Unrecht im Innern des Burghofes eine geschosstiefe Schuttschicht und zeichnet den Hof als «ausgegraben». Tatsächlich ist der Hof aber gewachsene Moräne ohne erhebliche Schuttmengen.
Trotz grosszügiger Raumanordnung bleibt die Burg wehrhaft:
- Auf der bergseitigen Feindseite liegt an der höchsten Stelle des Bauplatzes die mit einem Wehrgang versehene Ringmauer (Bering) um einen Hof, deren am meisten exponierte Nordostecke einem Angreifer zwei schwer ausbrechbare stumpfe Winkel anbietet.
- Der mit seinen Fensteröffnungen leichter angreifbare Wohntrakt liegt auf der feindabgewandten Westseite über steil abfallendem Gelände.
- Das äusserste Tor (Tor I) ist so angelegt, dass mit Rammbalken anstürmende Feinde durch das steil abfallende Gelände auf einen schmalen Weg gezwungen waren, der direkt unter der Ringmauer lag und dem Steinhagel der Burgbewohner ausgesetzt war.
- Konnte das erste Tor eingedrückt werden, fanden sich die Angreifer in einem schmalen langen Torzwinger (Zwinger I), in dem ein Rammbalken schwer um neunzig Grad zu drehen war. In diesem Winkel führt das Tor II in einen inneren Zwinger (Zwinger II), der erneut die Bewegungsfreiheit der Angreifer stark einschränkt. Das Tor III führt von diesem Zwinger aus im rechten Winkel in den Palas Süd.

Der stark gegliederte Grundriss der Burg ohne einen einzigen rechten Winkel mag zufällig wirken und nicht von grosser Architektur zeugen. Aber intuitiv und pragmatisch hat der Bauherr Heinrich von Reischen seine Ansprüche an Komfort mit seinem Bedürfnis nach Wehrhaftigkeit auf dem schwierigen Gelände in Einklang gebracht.

### Zustand vor der archäologischen Grabung
- 1891: Der Vorzustand wurde erstmals durch den Grundriss und das Vogelschaubild vom Johann Rudolf Rahn vom 29. September 1891 dokumentiert, die heute in der Zentralbibliothek Zürich liegen.
- 1930: Im Burgenbuch von Graubünden des Kunsthistorikers Erwin Poeschel[2] finden sich erstmals ein vermessener Grundriss samt Schnitt und eine Beschreibung der damalig sichtbaren Baureste. Vermessung durch Personal der Rhätischen Bahn.
- 1968–1977: Die Ruine wurde wissenschaftlich erforscht und dokumentiert. Bauforschung durch den Archäologiestudenten F. Nöthiger, Zillis; Vermessung und steingerechte Aufnahmen N. Kaspar, Wald ZH.[3]
- 1969: Werner Meyer nahm für sein Burgeninventar des Kantons Graubünden den Vorzustand fotografisch auf[4]. Daraus entstand später die Neuausgabe von Das Burgenbuch von Graubünden, in dem Reischen II unter dem Namen Haselstein auf den Seiten 171/172 dargestellt wird.[5]

«Der Grundriss von 1891 ist nicht massgetreu gezeichnet, sondern eine nach Osten orientierte Skizze mit Masseintragungen. Die Feldskizze mit Bleistift, später mit Tinte nachgezogen. Ein Substanzverlust ist im Grundriss nur in der Westfront ersichtlich, wo von der talseitigen Mauer im Palas Süd bei der Masseintragung 12,55 noch ein Stück der Westfront erhalten war, das 1929 schon verschwunden war. In seiner Handschrift beschreibt Rahn den Befund im Palas Nord (A)»:
«Zwei durch ehemal. Balkendiele getrennte Etagen. Jm Erdgeschoss zwei hoch gelegene Fensterchen, die sich aussen auf nur kl. Scharten verengen. Im oberen Stock N-S und W Mauer ist eingestürzt. In W Ecke der N Wand und in N Hälfte der O Wand eine kl. Senk-Lichtn. (Lichtnische).» Der beschriebene Befund hat sich bis heute erhalten. Rahn erkannte aber nicht, dass die beschriebenen Schartenfenster zum zweiten Geschoss des Palas Nord gehören, dass also darunter noch ein ganzer Raum mit ebenfalls zwei Scharten mit Schutt gefüllt ist. In der Ostwand gibt es neben der genannten Lichtnische eine zweite Lichtnische in der rechten Wandhälfte.
Grundriss Haselstein im Burgenbuch von Graubünden 1930:
Der Grundriss im Burgenbuch von 1930 gibt mit Schwarzzeichnung mehrere Meter aufgehendes Mauerwerk, mit Schraffierung Mauerreste unter zwei Metern Höhe und mit gestrichelten Linien nur vermutete Mauerzüge an. Die Grabung ab 1968 hat alle Vermutungen Poeschels bestätigt.
Das Burgenbuch von 1930 enthält auch einen O-W-Schnitt durch den Burghof, den inneren Zwinger (Zwinger II) und die fast zwei Geschosse hoch mit Schutt gefüllte nördliche Palashälfte. Im Schnitt sichtbar sind ein Schartenfenster des zweiten Geschosses und eine Lichtnische. Im dritten Geschoss liegt eine weitere Lichtnische und ein Ausgussloch.
Der Bildteil der Burgenbuches von 1930 enthält keine Aufnahmen von Reischen II. Umso wertvoller ist die Bildserie, die Werner Meyer bei Beginn der archäologischen Grabung erstellte.

### Archäologische Grabung und Bauuntersuchung 1968–1977
Baubefund
Tor I und Torzwinger (Zwinger I)
Die Zwingermauer ist noch in Höhen bis 2 Meter erhalten, der Bereich des ersten Tores ist stark aufgelöst. Die Schwelle ist nicht mehr vorhanden. Ein Wasserausfluss für Meteorwasser gegen Süden ist erhalten. Das Gehniveau steigt von Tor I zu Tor II sanft an, der westliche Teil des Zwingers liegt 0,8 Meter tiefer. Der Anschluss an die Ecke des Südpalas ist nicht mehr erhalten.
Tor II und Innenzwinger ( Zwinger II)
Das Tor II zeigt eine interessante Versturzsituation: Auf der in situ liegenden grossen Granitschwelle im Schutt liegt der abgestürzte Stichbogen, der das Mauerwerk über dem Tor trug. Es fehlen die Gewändesteine, die offenbar ausgebrochen wurden. Ein Negativabdruck des rechten Gewändesteines mit abgebrochenen Tuffpartien ist über zwei Schichten erhalten. Nach dem Fund eines Tuff-Gewändesteines mit Sperrbalkenkanal nahe von Reischen III war das Erstaunen des Grabungsteams gross, als der Tuffblock fugenlos in seinen Abdruck passte. Die Mauern westlich des Zwingers weisen ausser Tor III keine Öffnungen auf. Auf der Ostseite sind Teile der Westwand des Nebengebäudes erhalten und Teile der Stützmauer gegen den ein Geschoss höher liegenden Burghof. In der nördlichen Stirnmauer liegt ein Ausguss.
Plan Schnitt Burgtor II
«Die Profilaufnahme zeigt die Baufuge zwischen der Ecke des Südpalas und dem anstossenden Bering. Daneben der eingestürzte Stichbogen des Tordurchganges über der grossen Schwellenplatte von Tor II An den beiden Steinlagen rechts des Tores war der Negativabdruck jenes mächtigen Tuff-Gewändesteines erhalten geblieben, der in Reischen in der Nähe von Reischen III wiedergefunden wurde.»
Palas Nord
Hier liegt mit Höhen über 9 Metern die am höchsten erhaltene Partie der Burg. Die vier Wände sind im Verbund gemauert. Im zweiten Geschoss liegen zwei Schartenfenster, im dritten Geschoss drei Wandnischen (Lichtnischen) und ein Ausguss. Der Schutt der nicht mehr vorhandenen oberen Stockwerke hatte hier fast zwei Geschosse aufgefüllt. Die Grabung legte einen grossen Mauerabsatz auf der Ostseite frei, im ersten Geschoss fanden sich zwei weitere Schmalscharten und zwei weitere Lichtnischen. Das erste Geschoss hatte keine horizontale Verbindung zum Südpalas, weil dort auf das Ausgraben eines Kellers verzichtet worden war.
Palas Süd
Der Südpalas wurde bei Bau zweifelsfrei von Anfang an eingeplant, aber in der Bauabfolge erst nach dem Aufführen des Nordpalas begonnen. Die Talfront mit dem Nordpalas ist nicht im Verbund. Beim Nordpalas wurden an den beiden Anschlussstellen einfach einzelne Läufersteine als «Zähne» über die Ecke vorspringend belassen, um hier den Südpalas anhängen zu können. Der Südpalas muss unter grossem Zeitdruck entstanden sein. Anders als beim Nordpalas, für den die Moräne rund vier Meter tief abgegraben wurde, um einen ebenen Baugrund zu bekommen, wurden die Mauern des Südpalas fundamentlos auf den abschüssigen Boden gestellt. Die Grabung zeigte, dass nicht einmal die dünne Humusschicht entfernt wurde, bevor die mächtigen untersten Mauersteine hergerollt wurden. Haselstein hat viele handwerklich fragwürdige Mauerpartien. Aber die fundamentlos auf den Hang gesetzte Talfront des Südpalas ist ein übler Verstoss gegen alle Bautradition. Die Fundierung von hunderten von Tonnen Steinmaterial auf einer schiefen Humusschicht musste im Zusammenwirken mit der ungelösten Ableitung des Meteorwassers des Hofes zur Katastrophe führen. Kaum ein Jahrhundert nach dem Bau kam – wohl nach langanhaltenden Regenfällen mit Durchnässung der Humusschichten – die unfundierte Talfront ins Rutschen und stürzte um. An einer kleinen, zweifach zerrissenen Binnenmauer kann der Vorgang des Einsturzes gut nachvollzogen werden. Haselstein war unversehens zur Halbruine geworden. Klar ist nur, dass auf den Wiederaufbau verzichtet wurde und in der Folge alle strukturierten Türgewände aus Tuff für den Ersatzbau ausgebrochen und abtransportiert wurden. Dabei ging ein einziges Bogensegment eines kleineren inneren Türbogens verloren, der mit seiner Fase zum Muster wurde bei der Rekonstruktion der Tore.
Nebengebäude
Direkt neben dem Tor II liegt das kleine Nebengebäude, mit weitgehend erhaltener Ost- und Nordwand. Es liegt mit den beiden Zwingern auf gleicher Bodenhöhe, der im N und O umgebende Burghof liegt ein Geschoss höher. Es ist nicht im Verband mit der Beringmauer im Süden. In beiden erhaltenen Wandseiten liegen je zwei Wandnischen (Lichtnischen).
Burghof
Der offene Hof ist eingefasst von der Beringmauer, die mit Sicherheit einen Wehrgang trug. In der südöstlichen Ecke hinter dem Nebengebäude fanden sich Reste von Mauerwerk. Eine dickere Schicht von karbonisiertem Mist in der nur hier etwas stärkeren Kulturschicht kann als Mistlege, die Einbauten als Ställe für Kleinvieh gedeutet werden.

### Bodenfunde
Haselstein ist nicht in einer Brandkatastrophe untergegangen. Es wurde nach dem Teileinsturz des Südpalas geordnet verlassen. Dabei wurden nicht nur strukturierte Bauteile mitgenommen, sondern auch der letzte Nagel. Eisen war kostbar in der Mitte des 14. Jahrhunderts. Die sorgfältige mehrjährige Grabung hat denn auch keinen einzigen Metallfund erbracht. Gefunden wurde nur, was die Burgbewohner als wertlos weggeworfen hatten. Von den mehreren tausend Knochenstücken der weggeworfenen Küchenabfälle hatten viele Hackspuren vom Zerlegen der Tiere. Das gesamte Knochenmaterial wurde dem Rätischen Museum übergeben, das bei der Universität München eine Auswertung vornehmen liess. Das Resultat wiederholte Auswertungen von Grabungsgut auf anderen Burgen: Nicht edles Wildbret bildete die wichtigste Fleischnahrung der Burgleute, sondern Hausschwein, Rind, Schaf und Ziege. Erstmals auf einer Bündner Burg wurden auch Schlachtabfälle von Auerochse und Wisent festgestellt.
Abgesehen von Tierknochen waren die dünnen, oft kaum feststellbaren Kulturschichten fundleer. Einzige Ausnahme bilden drei Scherben von zwei mit Rillenwerk verzierten Specksteinmörsern unterschiedlicher Grösse, die an das Rätische Museum gingen.
Die zweifellos grösste Überraschung war der Fund einer ganzen Reihe von bemalten Putzresten im Schuttmaterial des Palas Süd. Sie zeigen das beim Waltensburger Meister um 1340 immer wiederkehrende Dekormotiv rebschwarzer und oxydroter Sterne. Der unbekannte Maler arbeitete in der ersten Hälfte des 14. Jahrhunderts mehrfach im Schams.

### Bauabfolge
Erkennbare Baufugen ergeben ein klares Bild des Bauablaufes. Haselstein wurde im Rahmen eines Gesamtplanes in einem Zug gebaut. Die Fugen bedeuten also lediglich Arbeitsetappen und nicht spätere Erweiterungen.
1. Palas Nord, mit Anschlusssteinen für das Anhängen von Palas Süd
2. Palas Süd, mit Tor III, ohne Kellergeschoss
3. Ringmauer, mit Tor II, anstossend an Palas Nord und Palas Süd
4. östliche Stützmauer des Zwingers II zum Hof und Nebengebäude
5. Zwinger I mit Tor I, anstossend an Palas Süd und Ringmauer[9]

Der Bau wurde unter Zeitdruck mit jeder Etappe unsorgfältiger ausgeführt. Beim Bau der ersten Etappe wurde noch nach den bewährten Regeln des Handwerks gearbeitet. Die Standfläche des Palas Nord wurde meterhoch aus der Moräne abgegraben. An der Nordwestecke finden sich noch sieben Buckelquader aus Tuff. Bei der zweiten Etappe reichte es weder für das Ausgraben eines Kellers noch für Fundamente, und bearbeitete Ecksteine und sorgfältiges, lagerhaftes Mauerwerk finden sich nun keine mehr. Warum der Bau so beschleunigt wurde, ist nicht festgehalten. Eine Erklärung wäre das Baujahr 1273, das Ende der kaiserlosen Zeit und die ungezügelte Bautätigkeit auf Burgen. Seit der Weihnachtszeit 1272 war bekannt, dass im nächsten Weinmonat zu Frankfurt am Main endlich wieder ein König erwählt werden soll, der Ordnung ins Reich bringen soll. Die absehbare Rückkehr zur alten Ordnung, bei der die Bewilligung zum Burgenbau ein (delegierbares) Königsrecht war, konnte schon einem Burgherrn den Anstoss geben, «altrechtlich» noch rasch Tatsachen zu schaffen.
Der Bau der Burg Haselstein in einem halben Jahr ist durchaus denkbar, wenn für Materialzubereitung und Bau ein Bautrupp von 30 Mann zur Verfügung stand. Vergleichbare kurze Bauzeiten wurden beim Turm der Burg Cagliatscha und der Festung Fortezza Rohan von 1635 errechnet. Bei Haselstein war alles Material in unmittelbarer Nähe des Bauplatzes vorhanden: Holz zum Kalkbrennen, Kalkstein und Granit aus der Moräne, Wasser zum Löschen des Kalkes am nahen Bach, allein der Tuff für die Torbögen und Fester musste 700 Meter weit vom Vorkommen Foppa hergeschafft werden.

### Wiederaufbau 1972–2023
Schon vor Grabungsbeginn war klar, dass die freigelegte Ruine umfassend zu sichern sei. Offen war nur, wie weit diese Restaurierung einer Ruine gehen sollte. Der Wiederaufbau von Burgen aus Ruinen war bis in die Mitte des 20. Jahrhunderts durchaus gebräuchlich, sofern die Mittel dafür bereitstanden. Die Rekonstruktionen durch den Präsidenten des Schweizerischen Burgenvereins, den Architekten Eugen Probst, etwa bei den Burgen Ehrenfels, Riom, Rotberg und Münchenstein warfen viele Fragen auf. So waren bei den Wiederaufbauten keine wissenschaftlichen Grabungen und Bauuntersuchungen mit entsprechender Dokumentation vorgenommen worden, und oft war die neue Nutzung wichtiger als die Bewahrung der alten Substanz.
Der Entschluss des Eigentümers, trotz berechtigter Kritik an bisherigen Rekonstruktionen einen Wiederaufbau zu wagen, basierte auf folgenden Grundsätzen:
- Keine Vernichtung von Originalsubstanz für neue Nutzungen
- Vollständige Grabung und Bauanalyse
- Steingerechte Dokumentation des Vorzustandes, fotografische Dokumentation
- Material für den Wiederaufbau aus dem lokal vorhandenen Steinmaterial
- Abgrenzung von originalem und neuem Bruchsteinmauerwerk am Bau

Als das Projekt mit einer Grabungsbewilligung des Kleinen Rates Graubünden begann, hatte sich auch die Denkmalpflege nicht gegen einen Ausbau gewandt; das Projekt Haselstein wurde zwar nicht gefördert, aber auch nicht bekämpft.
Es war wohl der urkundlich 1275 vorkommende Heinrich von Reischen, der zwei Jahre vorher Haselstein in wenigen Monaten aufgebaut hatte. Der Wiederaufbau dauerte dagegen fünfzig Jahre, mit dem Bau des grossen Brunnens im äusseren Burghof wurde er 2023 abgeschlossen. Nach der Rekonstruktion auf dem alten Grundriss folgte 1993 bis 1997 der Bau der umgebenden Bauten: ein Atelier, ein Holz- und Wagenschopf, ein unterirdischer Kulturgüter-Schutzraum und eine Werkstattbaute. Alle diese Baukörper wurden in Materialwahl und Form der Burg angepasst. Sie sollten mit der Burg nicht in einen Wettbewerb treten, sondern sich unterordnen.